# برجة (سرقسطة)
برجة وتلفظ في القشتالية الحديثة «بورخا» (بالإسبانية: Borja) هي بلدية تقع في مقاطعة سرقسطة التابعة لمنطقة أراغون شمال شرق إسبانيا.

## الديموغرافيا
بلغ عدد سكان بلدية بُرجة 5.020 نسمة عام 2011 (وفقاً للمعهد الوطني الإسباني للإحصاء).
| 4.174 | 4.235 | 4.313 | 4.444 | 4.653 | 5.030 | 5.020 |